# Funknetz

Beispiel eines (vermaschten) Funknetzes

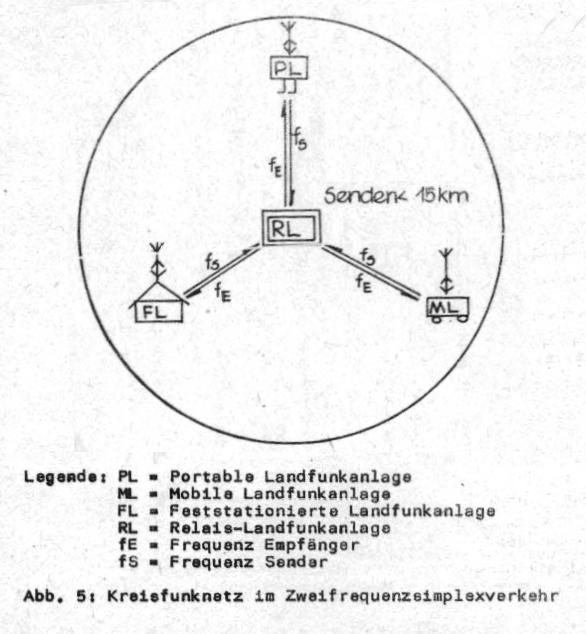
Funknetzplanung in der DDR

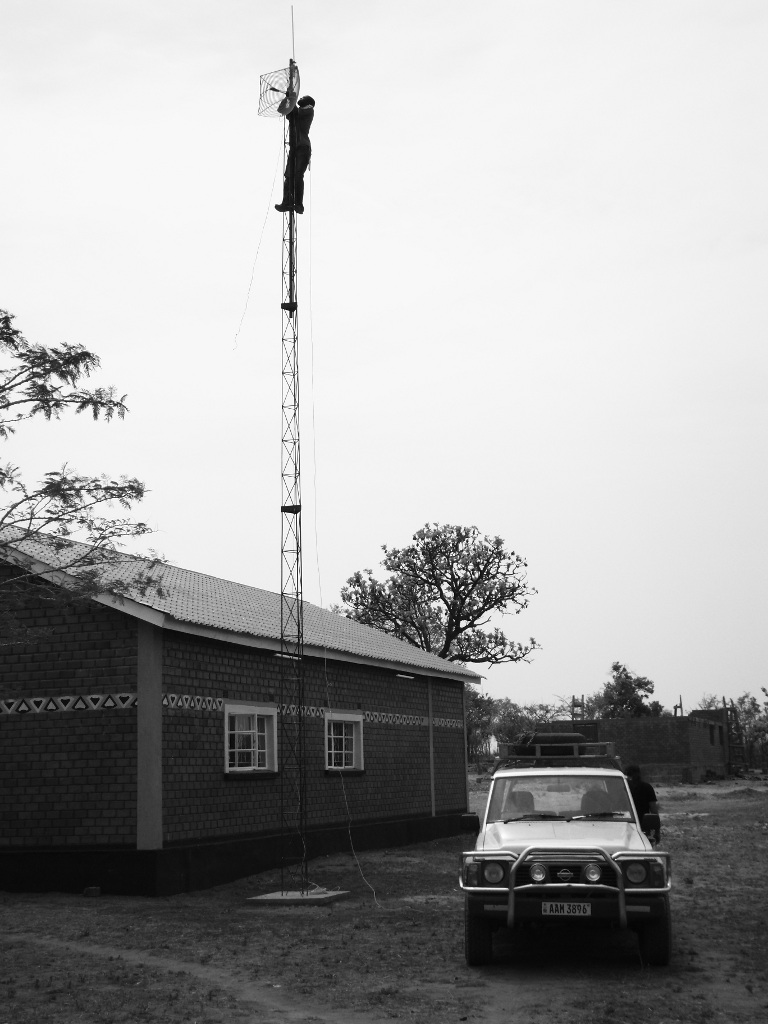
Anbau einer Antenne für das Funknetz zum Ubuntu Campus in Macha, Sambia, 2008

Ein Funknetz ist ein Rechnernetz, in welchem Informationen mittels elektromagnetischer Wellen übertragen werden. Es ist ein leitungsloses Telekommunikationssystem, in dem die Methoden der Funktechnik genutzt werden.

## Ausprägungen
Funknetze können auf unterschiedliche Weise klassifiziert werden, z. B. durch:
- die Koordination der Netzknoten im Infrastruktur-Netzwerk oder Ad-hoc-Netz.
- die eingesetzte Funktechnik: Bluetooth (IEEE 802.15, WPAN), WLAN (IEEE 802.11), WiMAX (IEEE 802.16).
- die Kommunikationsrichtung: Daten können nur vom Sender zu einem oder mehreren Empfängern (unidirektional) oder zwischen beiden (allen) Kommunikationspartnern (bidirektional) übertragen werden.
- die Kommunikationsbeziehung der Systeme: Ein Sender kann an einen Empfänger senden (unicast), an alle möglichen Empfänger (broadcast), an eine definierte Gruppe aller Empfänger (multicast) oder an (mindestens) einen beliebigen Empfänger aus einer Gruppe (anycast).
- den (typischen) Verwendungszweck bzw. Einsatzbereich, wie z. B. Verbünde von Sensoren (Sensornetze), den Heimbereich (z. B. Smart Home, Wireless Local Area Network), Amateurfunk, Car2X,
- den (typischerweise) zugehörigen Funkdienst.

Beim Einsatz als Backbone Technologie werden die Funkstrecken oft redundant ausgelegt. So kann die Kapazität des Netzes verbessert und die Zuverlässigkeit erhöht werden. In dieser Konfiguration spricht man von einem vermaschten Funknetz.
In anderen Szenarien werden bevorzugt einzelne Funkstrecken eingesetzt, sodass hier eigentlich nicht von einem Funknetz gesprochen werden kann:
- die Überbrückung großer Distanzen (Richtfunk),
- die mobile Datenübertragung (Mobilfunk),
- der Behördenfunk (BOS, Bündelfunk),
- die Verteilung von Funk- und Fernsehen (terrestrischer und satellitengestützter Rundfunk),
- die Verteilung von Zeitsignalen,
- die Verteilung von Satellitensignalen zur Positionsbestimmung (GNSS),
- die Kommunikation zwischen Kleingeräten (Internet der Dinge).

Die Trennung zwischen den Klassen ist oft unscharf. So kann es sich beispielsweise bei ein und derselben Datenübertragung gleichzeitig um eine Broadcast-Übertragung auf der physikalischen (Funk-)Ebene, eine Unicast-Übertragung auf der Sicherungsschicht (Data-Link-Layer, OSI-Schicht-2) und eine Multicast-Übertragung auf der Netzwerkschicht (OSI-Schicht-3) handeln.
Aktuelle Entwicklungen finden bei Funknetzen u. a. auf folgenden Anwendungsgebieten statt:
- Fahrzeug-Ad-hoc-Netz Car2X,
- Kommunikation zwischen Kleingeräten (Internet der Dinge),
- Internet für Entwicklungs- und Schwellenländer